# Hermann Wurmbach
Hermann Wurmbach (* 28. März 1903 in Müsen, Kreis Siegen-Wittgenstein; † 30. September 1976 in Bonn) war ein deutscher Zoologe und Professor der Zoologie an der Universität Bonn.

## Leben

### Kindheit und Jugend
Hermann Wurmbach wurde als Sohn von Hermann August Wurmbach (* 1. September 1872 in Müsen; † 18. Dezember 1912 in Müsen), Landwirt und Lederfabrikant in Winterbach, und dessen Frau Lucie Wurmbach, geb. Daub (* 25. November 1877 in Eiserfeld; † 18. August 1968 in Müsen), geboren. Schon früh erwachte in ihm das Interesse für die unbelebte und belebte Natur, denn die ländliche Umgebung des Geburtsortes bot ideale Entfaltungsmöglichkeiten. Fische, Amphibien und Reptilien, die später zu den wichtigsten Objekten seiner wissenschaftlichen Forschung wurden, erfuhren schon früh seine besondere Zuneigung.

### Studium, Heirat und Kriegszeit
Nach dem Abitur 1922 nahm Wurmbach das Studium der Naturwissenschaften an der Philipps-Universität Marburg. In den Sommersemestern 1925 und 1926 als Hilfsassistent am Zoologischen Institut in Marburg tätig, wechselte er im Herbst 1926 in gleicher Funktion nach Bonn an die Rheinische Friedrich-Wilhelms-Universität, wo er, nach seiner Promotion 1927 bei Eugen Korschelt in Zoologie mit dem Dissertationsthema Über die Heilung von Knochenbrüchen bei Amphibien, als wissenschaftlicher Assistent eine Anstellung fand. Hier lernte er seine Studentin Maria Küchenhoff (* 27. Januar 1905 in Neheim; † 24. Juli 1989 in Bonn) kennen, die er im Oktober 1930 heiratete.

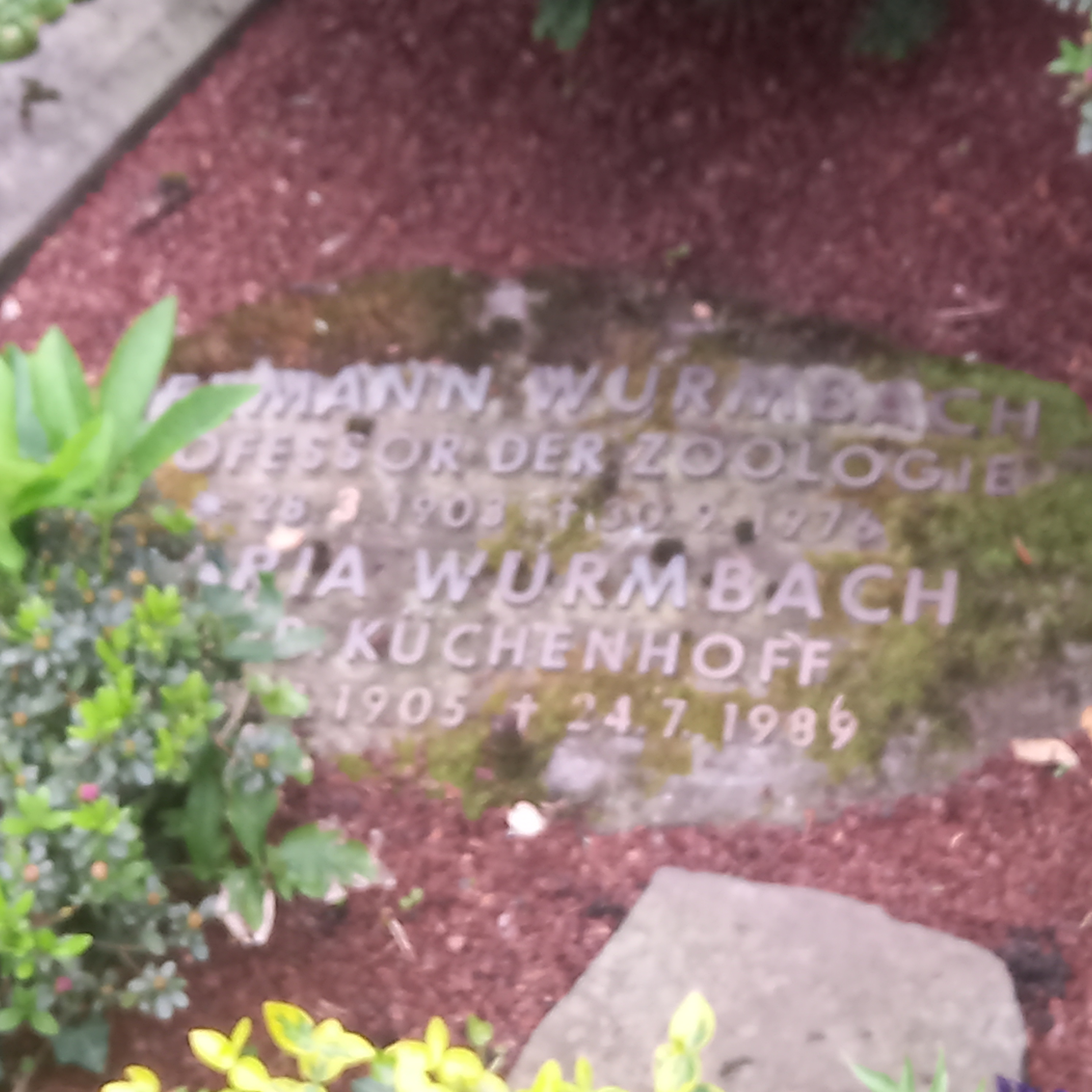
Das Grab von Hermann Wurmbach und seiner Ehefrau Maria geborene Küchenhoff auf dem Poppelsdorfer Friedhof in Bonn

Aus dieser Ehe gingen die vier Töchter Leonie (* 4. August 1931 in Bonn; † 8. November 2009 in Hennef), Eva-Maria (* 4. August 1933 in Bonn), Mechthild (* 28. Januar 1935 in Bonn; † 4. September 2015 in Bielefeld) und Irmgard (* 19. Dezember 1938 in Bonn; † 8. April 2020 in Strausberg) hervor, wovon Eva-Maria Wurmbach, den Bildhauer Joseph Beuys heiratete. Nach der 1938 geborenen Tochter und späteren Mineralogin Irmgard Abs-Wurmbach, die den Ornithologen Michael Abs (* 25. September 1935 in Bonn; † 5. Mai 2020 in Strausberg) heiratete, wurde das Mineral Abswurmbachit benannt. 1931 erfolgte die Habilitation in „Zoologie und vergleichender Anatomie“ mit der Schrift Das Wachstum des Selachierwirbels und seiner Gewebe. 1937 bekam er den Professorentitel, 1938 wurde er Oberassistent am Zoologischen Institut in Bonn und parallel ab 1936 hatte er einen Lehrauftrag für Zoologie an der Landwirtschaftlichen Fakultät der Universität Bonn inne.
Als Landesschütze während des Zweiten Weltkriegs leistete er 1941 seinen Militärdienst ab und wurde 1943 Leiter eines Malarialaboratoriums. Nach kurzer Kriegsgefangenschaft aus Universitätsdiensten entlassen, konnte er erst 1948 seine Lehr- und Forschungstätigkeiten wieder aufnehmen.

### Lehrbuch der Zoologie
1955 erfolgte die Ernennung zum Wissenschaftlichen Rat. 1965 wurde Wurmbach, langjähriger Leiter der Abteilung für Entwicklungsgeschichte, als Direktor an das Institut für Landwirtschaftliche Zoologie und Bienenkunde berufen. Wurmbach hat sich unter anderem durch sein bekanntes zweibändiges Lehrbuch der Zoologie, welches 1957 und 1962 in erster Auflage erschien, einen Namen gemacht. Die Amtszeit Wurmbachs endete 1971 mit der Emeritierung. Mitten in der Neubearbeitung des zweiten Bandes seines Lehrbuchs starb Hermann Wurmbach.
Wurmbach, der kein reiner Theoretiker, sondern ein induktiv arbeitender Forscher mit einem Bezug zum Gegenständlichen war, hinterließ eine große Zahl von Zeichnungen, die zum Teil als Vorlagen für das Lehrbuch dienten. Für die Studenten der Biologie wurde der „Wurmbach“, in welchem eine anschauliche Darstellung der Systematik der Tiere mit einer detaillierten Beschreibung der Arten in Einklang stehen, zu einem Begriff für ein umfangreiches und informatives Lehrwerk der Zoologie.

## Lehrtätigkeit
Ein wesentlicher Inhalt seines Lebens war die akademische Lehre. Als er 1926 nach Bonn kam, war gerade die Zahl der Biologiestudenten lawinenartig angestiegen und zugleich wegen des Weggangs eines Zoologen das Lehrangebot gering. Hier konnte sich Wurmbach mit seiner hohen Lehrbegabung und seinem gründlichen Wissen rasch entfalten. Seine klaren und lebendigen Vorträge in den Vorlesungen machten ihn in Verbindung mit seinem ausgesprochenen Zeichentalent zu einem hervorragenden akademischen Lehrer, der von den Studenten nicht zuletzt auch wegen seiner unkonventionellen, menschlichen Art geschätzt wurde. Die Zahl von 49 Dissertationen, die unter seiner Anleitung entstanden, belegt die Produktivität in der akademischen Lehre.

## Wirken
Neben dem Lehrbuch, in das die Kraft vieler Lebensjahre einfloss, hinterlässt Wurmbach eine breite Palette wissenschaftlicher Veröffentlichungen als Frucht der experimentellen Arbeit von fast 50 Jahren sowie eine Anzahl von aquaristischen und fischereilichen Publikationen, deren erste schon 1923 erschien. Insgesamt veröffentlichte er knapp über 65 Publikationen.
In der Forschung standen Probleme der Entwicklungsphysiologie, wie Regeneration, Abwehrreaktion des Körpers gegen Infektionen, Mechanik des Wachstums – besonders des Binde- und Stützgewebes – im Vordergrund. Besondere Aufmerksamkeit widmete Wurmbach der Hormonwirkung bei der Entwicklung. Die lange Reihe der Untersuchungen über die Steuerung von Wachstum und Formbildung durch Wirkstoffe, an der zahlreiche Schüler und Mitarbeiter beteiligt waren, legt Zeugnis von der Intensität dieser Forschungsarbeiten ab. Wichtige Versuchstiere waren Amphibien und insbesondere Korallenfische, so dass zumindest hier noch eine Verbindung zu den früheren Interessen besteht. Basis der Aussagen waren in den meisten Fällen histologische Untersuchungen; aus den dabei gewonnenen Erfahrungen resultierten verschiedene methodische Verbesserungen auf histologischem Gebiet.
Zu den ökologischen Arbeiten, heute würde man sagen: Arbeiten zu Umweltproblemen, zählten vor allem die Untersuchungen über antithyreoidale Substanzen in Abwässern (1962) sowie Studien über die Polyphosphat-Wirkungen auf Organismen (1966). Ein besonderes Interessengebiet stellte die Parasitologie dar, wo Untersuchungen an Sporozoen durchgeführt wurden.

## Publikationen (Auswahl)
- 1923: Naturgemäß eingerichtete Aquarien. Blätter für Aquarien- und Terrarienkunde, Nr. 34, S. 35–37
- 1925: Über einige Wasserpflanzen und Zuchtaquarien. Blätter für Aquarien- und Terrarienkunde, Nr. 36, S. 130–133
- 1928: Histologische Untersuchungen über die Heilung von Knochenbrüchen bei Säugern. Zeitschrift für wissenschaftliche Zoologie, Nr. 132, S. 200–256
- 1933: Untersuchungen an Haifischwirbeln über den Faserverlauf als Wachstumsfolge. Zoologische Jahrbücher, Abteilung für Anatomie und Ontogenie der Tiere, Nr. 57, S. 351–364.
- 1940: Biologische Grundlagen für die Bevölkerungspolitik, Bonn: Scheur 1940 (Kriegsvorträge der Rheinischen Friedrich-Wilhelm-Universität Bonn a. Rh.; 26).
- 1957: Lehrbuch der Zoologie. Band 1: Allgemeine Zoologie und Ökologie, G. Fischer, Stuttgart
- 1962: Lehrbuch der Zoologie. Band 2: Spezielle Zoologie, G. Fischer, Stuttgart
- 1967: Wirksame Kräfte beim Wachstum, der Formgestaltung und der Gewebsdifferenzierung. Acta Anatomica, Nr. 66, S. 520–602
- 1970: Lehrbuch der Zoologie. Band 1: Allgemeine Zoologie und Ökologie, 2. völlig neu bearbeitete Auflage, G. Fischer, Stuttgart
- 1971: Lehrbuch der Zoologie. Band 2: Spezielle Zoologie, 2. durchgesehene Auflage, G. Fischer, Stuttgart; ISBN 3-437-20066-6

Publikationen (posthum)
- 1980: Lehrbuch der Zoologie. Band 1: Allgemeine Zoologie, 3. völlig neubearbeitete Auflage herausgegeben von Rolf Siewing, Gustav Fischer Verlag, Stuttgart / New York; ISBN 3-437-20223-5
- 1985: Lehrbuch der Zoologie. Band 1: Systematik, 3. völlig neubearbeitete Auflage herausgegeben von Rolf Siewing, Gustav Fischer Verlag, Stuttgart / New York; ISBN 3-437-20299-5
- 1989: Grundzüge einer speziellen Zoologie; aus dem Nachlaß herausgegeben von Michael Abs und Marianne Dörrscheidt-Käfer, Gustav Fischer, Stuttgart / New York; ISBN 3-437-30585-9